# 15 Again
15 Again è il terzo album del gruppo francese Cassius, pubblicato dalla EMI nel 2006.
In questo album vi è un chiaro ritorno alla musica French Touch di fine anni novanta, con una vena rock più presente e radicata grazie all'utilizzo di chitarre elettriche, basso e batteria.
L'album ha visto la partecipazione di molti artisti di rilievo, tra cui Guy-Manuel de Homem-Christo (Daft Punk), Étienne de Crécy e Sébastien Tellier e ha avuto un grande successo soprattutto grazie al singolo Toop Toop utilizzato in molti spot pubblicitari e anche nel film Il divo di Paolo Sorrentino.

## Tracce
1. Toop Toop – 2:47
2. Rock Number One – 3:36
3. This Song – 4:50
4. 15 Again – 3:00
5. All I Want – 3:55
6. Eye Water – 5:32
7. See Me Now – 3:52
8. A Mile from Here – 3:53
9. Jackrock – 9:30
10. Cactus – 8:02
11. La Notte – 5:54
12. Cria Cuervos – 3:38